# Kuszlat Jusuf Basza
Kuszlat Jusuf Basza (arab. قشلة يوسف باشا) – wieś w Syrii, w muhafazie Aleppo. W 2004 roku liczyła 2068 mieszkańców.